# Барнет (Вермонт)
Барнет (англ. Barnet) — місто (англ. town) в США, в окрузі Каледонія штату Вермонт. Населення — 1663 особи (2020).

### Клімат
| Клімат : Барнет         | Клімат : Барнет | Клімат : Барнет | Клімат : Барнет | Клімат : Барнет | Клімат : Барнет | Клімат : Барнет | Клімат : Барнет | Клімат : Барнет | Клімат : Барнет | Клімат : Барнет | Клімат : Барнет | Клімат : Барнет | Клімат : Барнет |
| Показник                | Січ.            | Лют.            | Бер.            | Квіт.           | Трав.           | Черв.           | Лип.            | Серп.           | Вер.            | Жовт.           | Лист.           | Груд.           | Рік             |
| Середній максимум, °C   | −3,2            | −2,1            | 3,9             | 10,7            | 18,9            | 24,4            | 27,0            | 25,9            | 21,8            | 15,3            | 6,6             | −1,3            | 12,3            |
| Середня температура, °C | −9,9            | −9,2            | −2,5            | 4,6             | 11,8            | 17,4            | 20,2            | 19,1            | 15,0            | 8,7             | 1,7             | −6,7            | 5,8             |
| Середній мінімум, °C    | −16,6           | −16,4           | −9              | −1,5            | 4,6             | 10,3            | 13,3            | 12,3            | 8,3             | 2,1             | −3,2            | −12,1           | −0,7            |
| Норма опадів, мм        | 51              | 48              | 5               | 72              | 83              | 84              | 98              | 89              | 83              | 78              | 86              | 62              | 888             |
| Днів з опадами          | 13              | 12              | 12              | 13              | 13              | 13              | 12              | 11              | 11              | 11              | 14              | 13              | 148             |
| ----------------------- | --------------- | --------------- | --------------- | --------------- | --------------- | --------------- | --------------- | --------------- | --------------- | --------------- | --------------- | --------------- | --------------- |
| Джерело:                |                 |                 |                 |                 |                 |                 |                 |                 |                 |                 |                 |                 |                 |

## Демографія
Згідно з переписом 2010 року, у місті мешкало 1708 осіб у 666 домогосподарствах у складі 481 родини. Було 950 помешкань
Расовий склад населення:
| - 96,7 % — білих - 0,9 % — чорних або афроамериканців - 0,6 % — корінних американців - 0,3 % — азіатів |

До двох чи більше рас належало 1,3 %. Частка іспаномовних становила 0,7 % від усіх жителів.
За віковим діапазоном населення розподілялося таким чином: 23,1 % — особи молодші 18 років, 62,1 % — особи у віці 18—64 років, 14,8 % — особи у віці 65 років та старші. Медіана віку мешканця становила 45,3 року. На 100 осіб жіночої статі у місті припадало 95,0 чоловіків;  на 100 жінок у віці від 18 років та старших — 94,4 чоловіків також старших 18 років.
Середній дохід на одне домашнє господарство  становив 73 068 доларів США (медіана — 58 500), а середній дохід на одну сім'ю — 83 618 доларів (медіана — 67 167). Медіана доходів становила 44 338 доларів для чоловіків та 37 955 доларів для жінок. За межею бідності перебувало 6,1 % осіб, у тому числі 1,8 % дітей у віці до 18 років та 1,6 % осіб у віці 65 років та старших.
Цивільне працевлаштоване населення становило 837 осіб. Основні галузі зайнятості: освіта, охорона здоров'я та соціальна допомога — 36,4 %, будівництво — 11,4 %, виробництво — 10,2 %.